# FC Sportlust Zittau
FC Sportlust Zittau was een Duitse voetbalclub uit de stad Zittau, Saksen.

## Geschiedenis
De club werd opgericht in 1912 als BC Sportlust Zittau. De club speelde na de oorlog in de tweede klasse van de Kreisliga Ostsachsen. In 1923 werd de Kreisliga ontbonden en werd de groep Opper-Lausitz opgewaardeerd tot hoogste klasse als Gauliga. Doordat geen enkele club in de Kreisliga speelde promoveerden bijna alle clubs. 
Na enkele tegenvallende resultaten werd de club vicekampioen achter stadsrivaal Zittauer BC in 1927. Van 1929 tot 1931 werd Sportlust drie keer op rij vicekampioen. In 1933 wonnen ze eindelijk de titel en plaatsten zich zo voor de Midden-Duitse eindronde. De club verloor meteen van Wacker Leipzig. Na 1933 werd de competitie in Duitsland grondig geherstructureerd. De Gauliga Sachsen werd nu de hoogste klasse en de clubs uit Opper-Lausitz werden hier niet voor geselecteerd. De club ging in de Bezirksklasse spelen en slaagde er pas in 1942 in te promoveren en werd afgetekend laatste met slechts één overwinning en zeventien nederlagen. Intussen had de club de naam FC Sportlust Zittau aangenomen.
Na de Tweede Wereldoorlog werden alle Duitse voetbalclubs ontbonden. Sportlust werd, net als rivaal Zittauer BC niet meer heropgericht.

## Erelijst
Kampioen Opper-Lausitz
1933